# 铂化钡
铂化钡是一种离子化合物，化学式为BaPt，其中含有罕见的负氧化态的铂离子(Pt2−)。

## 制备
铂化钡可以由铂和钡于1223K在氩气中反应得到：
Ba + Pt → BaPt

## 相关化合物
- Ba3Pt2，有Er3Ni2的晶体结构[1]。
- Ba2Pt，有CdCl2的晶体结构，组成为(Ba2+)2Pt2-·2e-[1]。